# Torricella Verzate
Torricella Verzate es una localidad y comune italiana de la provincia de Pavía, región de Lombardía, con 831 habitantes.

## Evolución demográfica
| Gráfica de evolución demográfica de Torricella Verzate entre 1861 y 2001 |
|                                                                          |
| Fuente ISTAT - elaboración gráfica de Wikipedia                          |